# Kirchenruine St. Urban und Vincentius

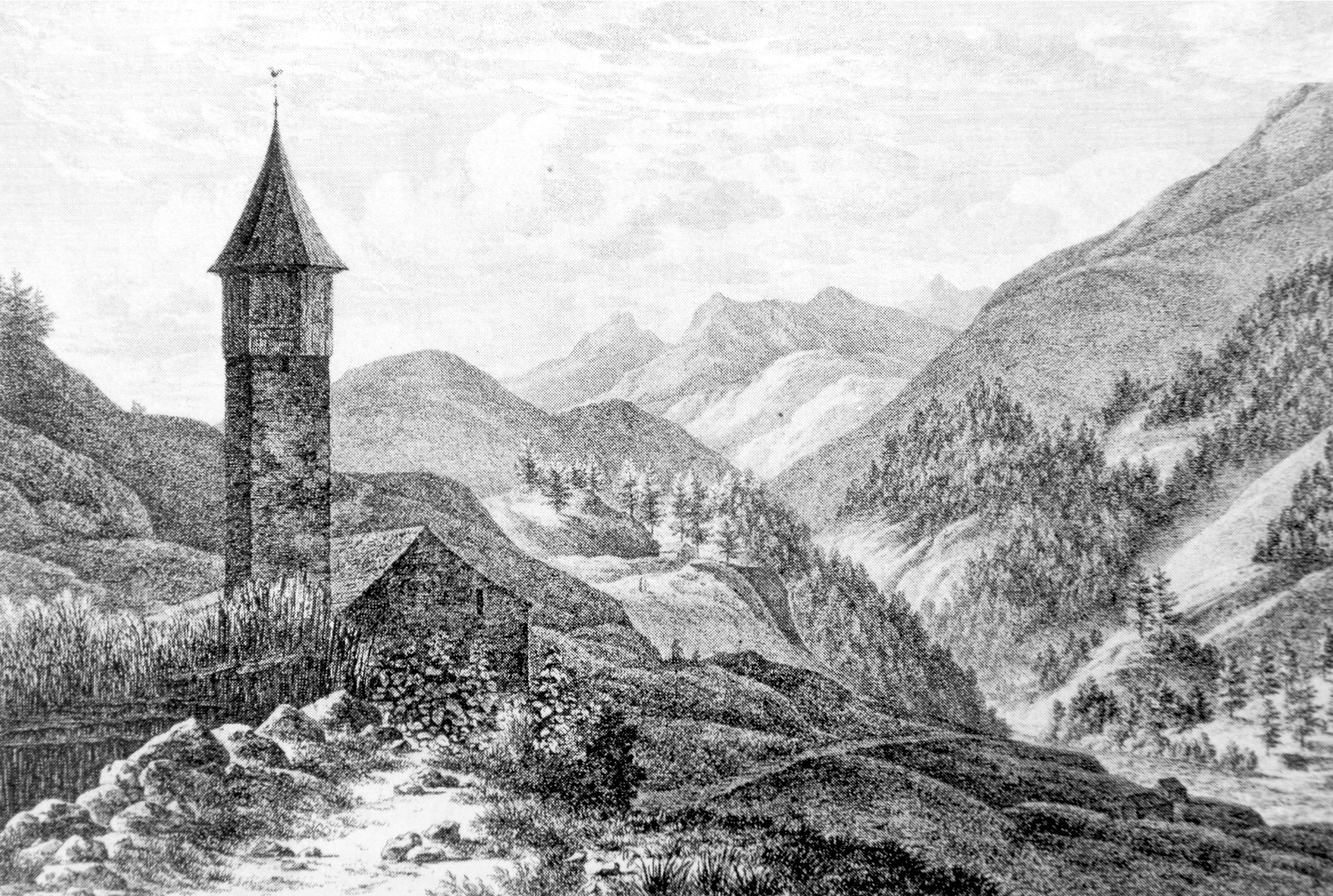
St. Urban und Vincentius um 1818, Ansicht von Süden

Die ehemalige Kirche St. Urban und Vincentius stand in Splügen im Rheinwald im Kanton Graubünden.

## Lage

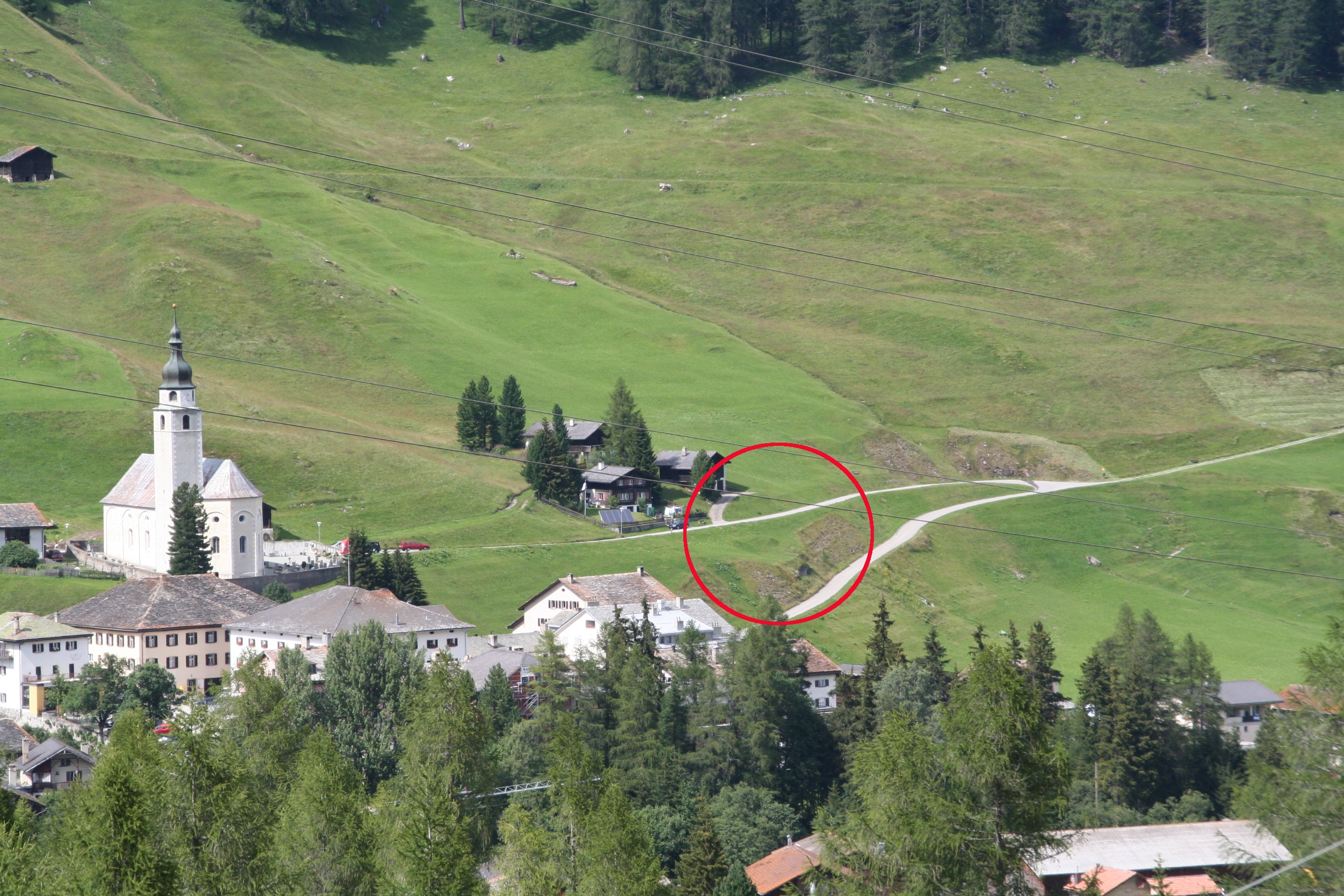
Lage der Kirche

Die Kirche lag am alten Saumweg nach Sufers etwa 100 Meter nordöstlich der heutigen reformierten Kirche und südlich einer kleinen Häusergruppe. Unterhalb der Strasse haben sich auf einigen Metern Mauerreste eines Fundaments erhalten. Vor der Asphaltierung des Weges waren auf dem Weg auf 10 bis 12 Metern noch Fundamentreste einer geosteten Kirche sichtbar.
Der Bau eines neuen Weges in den späten 1990er-Jahren vom Dorf hinauf zum Weg zur Burg Splügen hätte die Ruinen zerstört. Die Ergebnisse der archäologischen Untersuchungen bewirkten, dass der Weg in einem leichten Bogen um die Mauerreste herumgeführt wurde.

## Geschichte

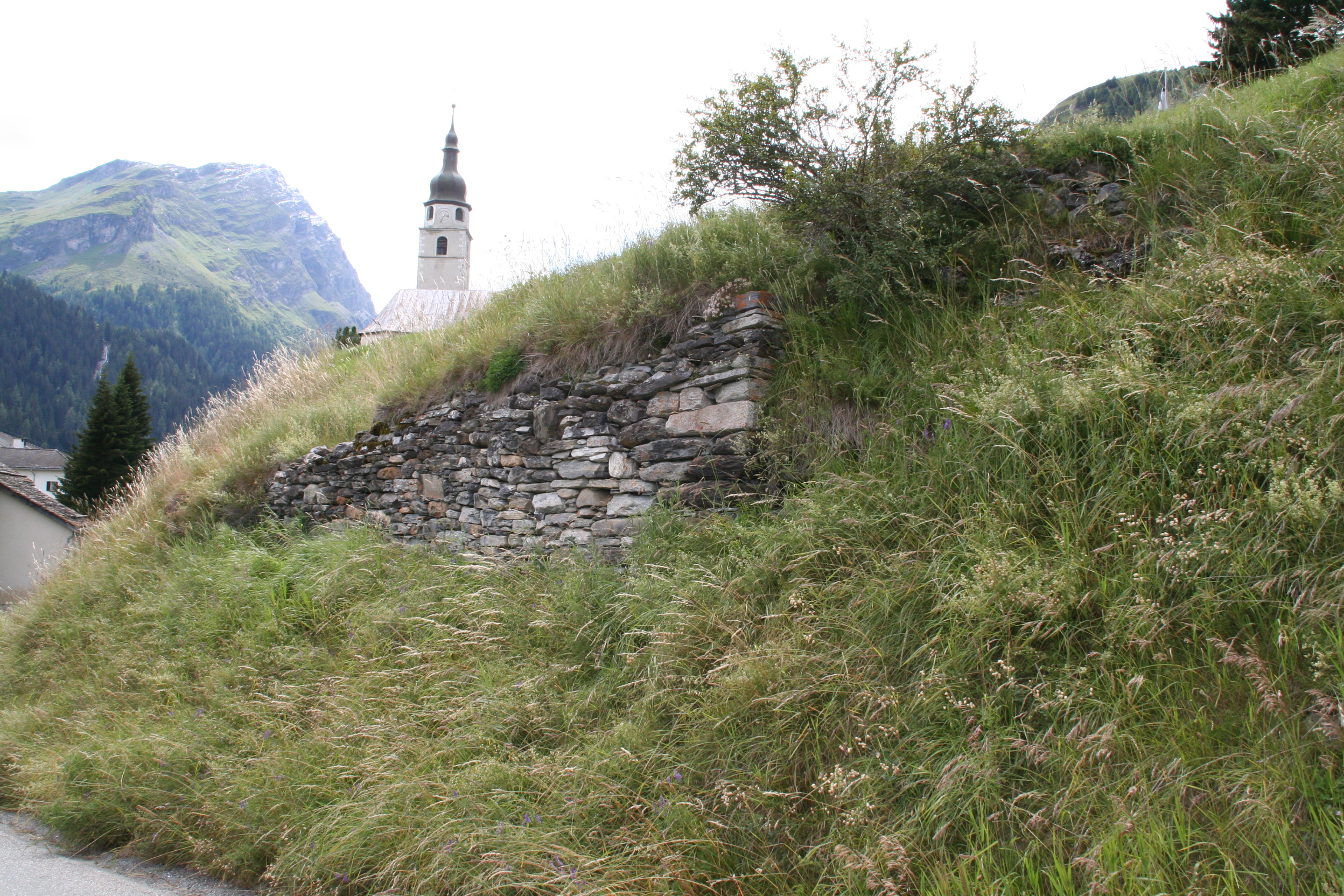
Fundamentreste

Dokumente über den Bau der Kirche fehlen. Interpretationen der spärlich vorhandenen historischen Quellen des Kunsthistorikers Erwin Poeschel und Grabungen des archäologischen Dienstes des Kantons Graubünden aus dem Jahr 1998 lassen nur Vermutungen zu.
Im Bereich des Saumweges wurden zwei im Abstand von 6 Metern parallel zueinander verlaufende 90 Zentimeter hohe Bruchsteinmauern ausgegraben, das Fundament der einen Mauer stand auf einem Grab. Art und Zweck der Mauern konnten nicht bestimmt werden.
Zwei Meter westlich der Terrassierungsmauer wurde ein Sondierschnitt angelegt. Hier wurden Mauerreste mit bemaltem Verputz und mit Ziegelschrot rot eingefärbter Mörtelboden freigelegt, wie sie aus karolingischen Sakralbauten bekannt sind.

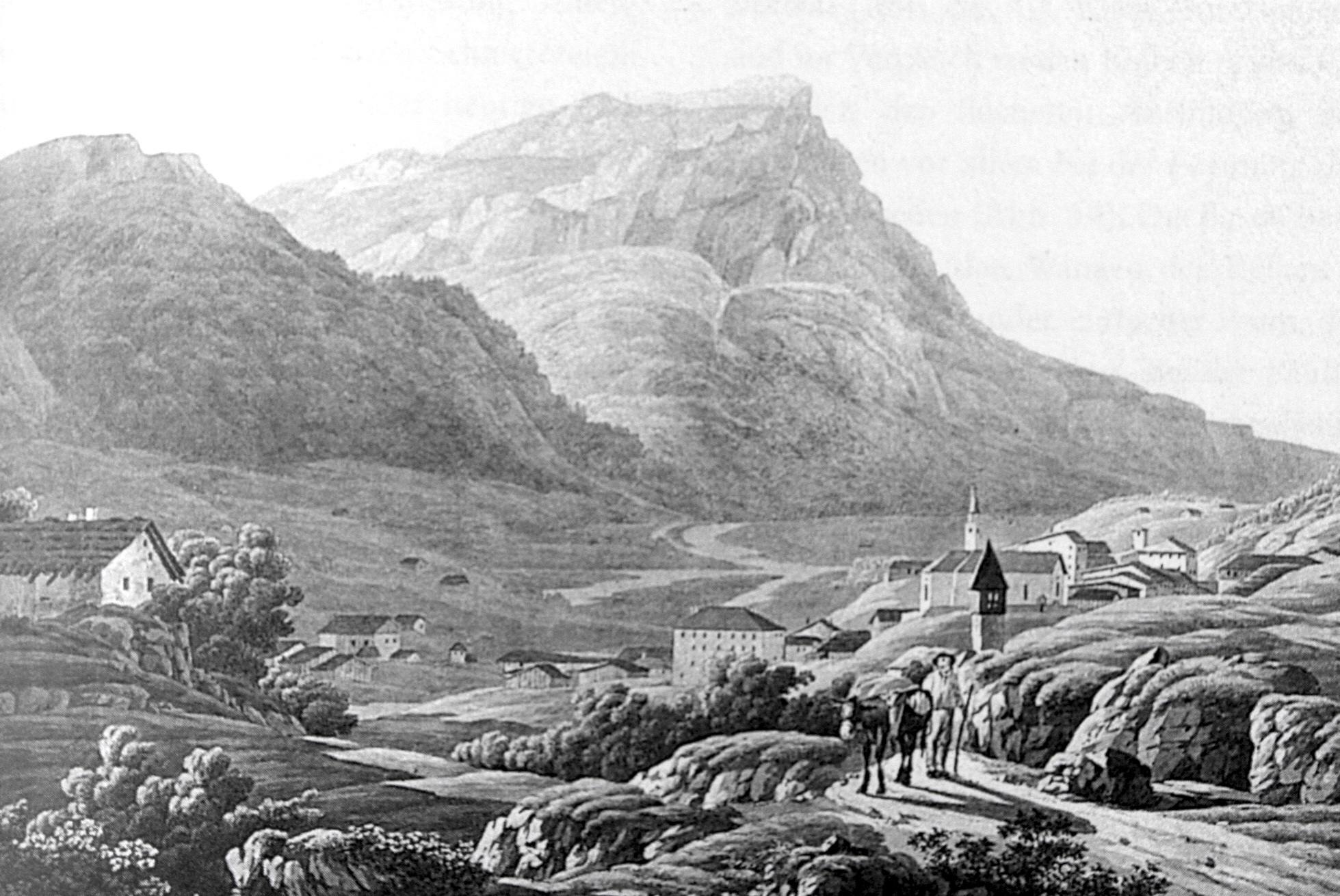
St. Urban und Vincentius vor der neuen Pfarrkirche, 1803. Blick nach Süden

Es stellte sich heraus, dass die sichtbaren Mauern zum Fundament der südöstlichen Seitenwand des Kirchenschiffs gehörten. Ihre Fortsetzung zeigte drei Bauphasen, deren älteste den Ansatz einer halbrunden Apsis bildeten. Die jüngeren begrenzten einen Chor, in dem Reste eines Holzbodens und zweier Mörtelböden gefunden wurden. Weiter wurden Mauerreste eines Anbaus gefunden, vermutlich einer Sakristei.
Die Resultate der Grabungen lassen darauf schliessen, dass die erste Kirche Splügens nicht wie bisher vermutet im 13. oder 14. Jahrhundert von den Walsern errichtet wurde, sondern bereits im 9. Jahrhundert stand. In einem Urbar wird eine solche Kirche oder Kapelle als Eigentum des Klosters Pfäfers aufgeführt. Abbildungen zeigen die Kirche St. Urban und Vincentius noch in der ersten Hälfte des 19. Jahrhunderts. Wann und warum sie aufgegeben wurde, ist nicht bekannt.